# Haltebefehl
Im Militär befiehlt ein Haltebefehl einer Truppe, alle Bewegungen zu stoppen. Abhängig davon, wie der kämpfende Verband marschiert, bedeutet er
1. beim Vormarsch nicht weiter ins gegnerische Gebiet vorzurücken. Diesen Befehl erhalten typischerweise schnelle Verbände, zum Beispiel die Panzertruppen. Er gibt den langsameren Truppenteilen die Gelegenheit, nach vorn zur Verstärkung oder Versorgung aufzuschließen.
2. einen Rückzug abzubrechen und das in Besitz gehaltene Terrain irgend möglich zu halten (verteidigen). Der Befehl kann dazu dienen, den Rückzug anderer Truppenteile zu schützen oder gegnerische Kräfte von anderen Zielen fernzuhalten.

## Westfront im Zweiten Weltkrieg
Der wohl berühmteste Haltebefehl der Kriegsgeschichte wurde von Adolf Hitler gegeben, als im Mai 1940 im Rahmen des Westfeldzuges Truppen der Wehrmacht auf Dünkirchen vorrückten und dort hunderttausende britische Soldaten einkesselten. Der Haltebefehl wurde am frühen Nachmittag des 24. Mai 1940 erteilt und am 26. Mai nach 52 Stunden wieder aufgehoben. Die Panzer unter General Heinz Guderian benötigten 16 Stunden, um ihre Marschbereitschaft wiederherzustellen. Die Briten gewannen durch den Haltebefehl also drei Tage zusätzliche Zeit. Sie nutzten sie, um einen starken Verteidigungsring um Dünkirchen aufzubauen und Schiffe zur Evakuierung von 338.226 alliierten Soldaten, davon etwa 110.000 Franzosen (siehe Operation Dynamo) nach Dünkirchen zu schicken. Eine sehr ruhige See und bewölkter Himmel begünstigten die Operation enorm.
Dass Hitler den Haltbefehl Gerd von Rundstedt aufgezwungen habe, ist eine Legende, die durch Basil H. Liddell Hart in die Welt gesetzt wurde. Tatsächlich hatte Rundstedt die Panzer schon angehalten, bevor Hitler ihn in seinem Hauptquartier in Charleville besuchte. Ewald von Kleist hatte zuvor am 23. Mai gemeldet, dass seine Panzer zum Angriff gegen den „starken Feind“ nicht kampfkräftig genug seien. Hitler stimmte bei seinem Besuch Rundstedts Lageeinschätzung lediglich „voll und ganz zu“ wie Alfred Jodl am 24. Mai in seinem Tagebuch vermerkte. Das Kriegstagebuch der Heeresgruppe A vermerkte, dass Hitler Rundstedt „ausdrücklich die Art der Durchführung der Kämpfe der 4. Armee“ überlassen hat.
Dieser Haltebefehl ist nicht zu verwechseln mit dem „Haltebefehl von Montcornet“, der am 17. Mai 1940 erteilt und am 18. Mai um 18:00 Uhr aufgehoben wurde.

Der Historiker Martin Göhring schrieb 1958 dazu:

„Am 17. Mai will Hitler in der Tat die Panzerverbände anhalten, und nur mit Mühe setzen sich Brauchitsch und Halder gegen ihn durch. Sie lassen die Verbände fortrollen; am 20. Mai erreichen sie bei Abbeville die Küste und können nach Norden eindrehen, in Richtung auf Calais und Boulogne, zum Meer.“

Das Buch Blitzkrieg-Legende: Der Westfeldzug 1940
von Karl-Heinz Frieser behandelt den Haltebefehl ausführlich.

## Ostfront im Zweiten Weltkrieg

### Wehrmacht
Die Wehrmacht war nach der gescheiterten Einnahme von Moskau in der Doppelschlacht bei Wjasma und Brjansk und der Gegenoffensive der Roten Armee vom 5. Dezember 1941 an der deutsch-sowjetischen Front starkem Druck ausgesetzt.
Am 26. Dezember 1941 erließ Hitler einen Haltebefehl, in dem er jegliche Rückwärtsbewegung ohne seine ausdrückliche Genehmigung verbot. Er verlangte von der angeschlagenen Truppe den „fanatischen Einsatz jedes Befehlshabers ... um die Truppe zum fanatischen Widerstand in ihren Stellungen zu zwingen“. Oft wurden Kommandeure deshalb gemaßregelt, abgesetzt, degradiert oder sonst wie bestraft. Zum Beispiel wurde Generaloberst Erich Hoepner als Kommandant der 4. Panzerarmee am 8. Januar 1942 abgesetzt, weil er einige Tage zuvor einen Rückzug befohlen hatte. Nach Ansicht des Historikers Christian Hartmann habe Hitlers „doktrinärer Starrsinn zunächst verhindert, dass das Ostheer in den Weiten dieses Kriegsschauplatzes zersprengt wurde, wo es vermutlich bald untergegangen wäre“.
An diesem 8. Januar begann die Rote Armee ihre Winteroffensive. Fünf Armeen der sowjetischen Nordwestfront durchbrachen die Verteidigungsstellungen der 16. Armee zwischen Seligersee und Ilmensee.
Trotzdem befahl Ernst Busch – gemäß den Weisungen Adolf Hitlers – seinen Korps-Kommandeuren, ihre Stellung unbedingt zu halten, obwohl dies aufgrund des ungünstigen Kräfteverhältnisses in Kombination mit den Witterungsbedingungen bei Temperaturen um −40 Grad praktisch unmöglich war. Als Folge des Befehls wurden 5500 deutsche Soldaten am 28. Januar 1942 in der Stadt Cholm eingeschlossen (siehe Schlacht um Cholm); das II. Armeekorps wurde am 8. Februar 1942 eingeschlossen (Kesselschlacht von Demjansk). Die Verbindung zur Heeresgruppe Mitte ging vollständig verloren und die 290. Infanterie-Division wurde bei Demjansk fast vollständig aufgerieben. Busch hatte das Glück, dass die sowjetischen Verbände nach ihrem Durchbruch in südlicher Richtung in den Rücken der Heeresgruppe Mitte vorstießen, wo sie vom XXXXI. deutschen Armee-Korps unter dem Kommando von Generalleutnant Walter Model aufgehalten wurden.
Auch in der Schlacht von Stalingrad und der Schlacht um Budapest (Herbst 1944 – 13. Februar 1945) gab Hitler militärisch sinnlose Haltebefehle.

### Rote Armee
Beeindruckt von den deutschen Haltebefehlen gab Josef Stalin am 28. Juli 1942 den Befehl Nr. 227, wonach die Kompanieführer, Bataillonsführer, Regiments- und Divisions-Kommandeure, ebenso die entsprechenden Kommissare und politischen Leiter, welche ohne ausdrücklichen Befehl ihre Stellungen im Kampf gegen die Wehrmacht verlassen, als Verräter der Heimat anzusehen und vor ein Kriegsgericht zu stellen waren.